# Jerzy Kisielnicki
Jerzy Kisielnicki (ur. 25 października 1939 w Warszawie) – polski naukowiec, profesor zwyczajny nauk ekonomicznych, doktor habilitowany inż., dydaktyk, specjalista w zakresie projektowania i wdrażania systemów informatycznych i informacyjnych dla zarządzania, analizy systemowej organizacji, doskonalenia metod i technik zarządzania.

## Życiorys
W 1961 ukończył Szkołę Główną Gospodarstwa Wiejskiego – Wydział Technologii Rolno-Spożywczej. W 1969 uzyskał stopień doktora nauk ekonomicznych w Szkole Głównej Planowania i Statystyki. Siedem lat później na Uniwersytecie Warszawskim uzyskał stopień doktora habilitowanego nauk ekonomicznych, natomiast w 1986 r. otrzymał tytuł profesora nauk ekonomicznych.
W 1972 podjął pracę jako kierownik Katedry Systemów Informatycznych Zarządzania Uniwersytetu Warszawskiego. W 1975 został kierownikiem Katedry Organizacji i Zarządzania w Wyższej Szkole Handlu i Prawa. W latach 1990–1995 sprawował funkcję prorektora do spraw naukowo-dydaktycznych w Pierwszej Prywatnej Wyższej Szkole Businessu i Administracji w Warszawie. W 1999 rozpoczął pracę w charakterze profesora zwyczajnego na Wydziale Inżynierii Produkcji Politechniki Warszawskiej, a następnie na Wydziale Zarządzania Politechniki Warszawskiej.
Członek wielu komitetów i instytutów, krajowych i zagranicznych konferencji oraz seminariów naukowych. Dokonania naukowo-twórcze odnoszą się do ponad 300 oryginalnych prac naukowych, artykułów i książek, publikowanych w języku polskim, angielskim i rosyjskim. Przygotował i opracował około 200 ekspertyz i opracowań naukowo-badawczych oraz projektowych. Realizator i koordynator krajowych programów TEMPUS-CUBIS i TEMPUS-FIGURA, a także koordynator krajowy Programu Phare pt. Transformacja systemu finansowego w krajach Europy Środkowej i Wschodniej. Kierował realizacją Strategii Informatyzacji NBP – Warszawa.

## Stanowiska
- Od 1972 kierownik Katedry Systemów Informatycznych Zarządzania Uniwersytetu Warszawskiego
- 1975 – 2013 kierownik Katedry Organizacji i Zarządzania w Wyższej Szkole Handlu i Prawa, a następnie, po zmianach organizacyjnych, kierownik Katedry Zarządzania i Marketingu w Uczelni Łazarskiego
- 1990–1995 I z-ca Rektora i Prorektor do spraw naukowo-dydaktycznych w Pierwszej Prywatnej Wyższej Szkole Businessu i Administracji w Warszawie
- Od 1999 Profesor zwyczajny na Wydziale Inżynierii Produkcji Politechniki Warszawskiej
- 2010-2014 Kierownik zadania projektowego w realizacji programu strategicznego SYNAT dotyczącego utworzenia platformy hostingowej i komunikacyjnej dla sieciowych zasobów wiedzy dla nauki, edukacji i otwartego społeczeństwa wiedzy
- 2010-2014 Kierownik projektu celowego usprawnienia funkcjonowania systemu zarządzania policją
- 2012 kierownik Zakładu Projektowania Systemów
- przewodniczący komisji ds. projektów celowych i zamawianych Komitetu Badań Naukowych
- z-ca kierownika projektu System wspomagania twórczości organizacyjnej finansowanego przez Narodowe Centrum Badań i Rozwoju
- Kierownik zakładu Modelowania Systemów w Instytucie Badań Systemowych Polskiej Akademii Nauk
- Kierownik zakładu organizacji przemysłu w Instytucie Przemysłu Cukrowniczego, doradca Pełnomocnika Rządu ds. Opakowań, Dyrektor ds. Projektowych i Rozwojowych w Centrum Projektowania i Zastosowań Informatyki (CPIZI) ZETO-ZOWAR
- Dyrektor ds. Badawczo Rozwojowych, główny projektant, programista, w Ośrodku Badawczo Rozwojowym Informatyki (OBRI)[1][2][3]

## Członkostwa
- członek komitetów redakcyjnych następujących czasopism międzynarodowych: Information & Management, wydawnictwo North Holland oraz International Journal of Electronic Business, wydawca Intrcience Enterprises Ltd, UK
- członek Komitetu Nauk Organizacji i Zarządzania Polskiej Akademii Nauk
- przewodniczący Rady Naukowej Naukowego Towarzystwa Informatyki Ekonomicznej
- członek Kapituły – Programu Lider Rozwoju Kadr Informatycznych
- członek komisji akredytacyjnej Polskiego Towarzystwa Informatycznego
- członek Towarzystwa Naukowego Badań Systemowych
- członek Państwowej Komisji Akredytacyjnej w latach 2001–2007
- członek sekcji H1 Komitetu Badań Naukowych
- przedstawiciel na Polskę i członek Information Resources Management Association IRMA (1998-2009)
- członek komitetu doradczego American Biographical Institute
- wiceprzewodniczący Rady Informatyki II kadencji i członek Rady Konsultacyjnej Programu PESEL II przy Ministrze Spraw Wewnętrznych i Administracji
- członek honorowy International Project Management Associaction (IPMA) – Polska[1][2]

## Nagrody, wyróżnienia, odznaczenia
- Nagrody I i II stopnia Rektora Uniwersytetu Warszawskiego
- Nagrody I i II stopnia Rektora Politechniki Warszawskiej
- Wyróżnienie w Konkursie im. Karola Adamieckiego za najlepszą pracę z zakresu organizacji i zarządzania
- I nagroda naukowa – zespołowa Ministra Edukacji za książkę napisaną wspólnie z profesorem Henrykiem Sroką z Akademii Ekonomicznej z Katowic,
- Złote odznaki: Polskiego Towarzystwa Ekonomicznego (PTE), Naczelnej Organizacji Technicznej (NOT) i Towarzystwa Naukowego Organizacji i Kierownictwa (TNOiK)
- Krzyż Kawalerski Orderu Odrodzenia Polski
- 2002 Krzyż Oficerski Orderu Odrodzenia Polski
- 2011 Nagroda im. Marka Cara
- 2012 Złoty Medal za Zasługi dla Policji[1][2]

## Działalność pozanaukowa
Stworzył od podstaw Katedrę Zarządzania Systemami Informacyjnymi na Wydziale Zarządzania Uniwersytetu Warszawskiego. W Uczelni Łazarskiego stworzył i kierował do roku 2011 Centrum Kształcenia Podyplomowego. Był wiceprzewodniczącym w Radzie Informatyki (w latach 2007–2009), a także w Radzie Konsultacyjnej Programu PESEL II przy Ministrze Spraw Wewnętrznych i Administracji.
Znany jest również z działalności w organizacjach zawodowych. Był członkiem założycielem Polskiego Towarzystwa Informatycznego i pełnił funkcję przewodniczącego Rady Naukowej Naukowego Towarzystwa Informatyki Ekonomicznej. Jest członkiem komitetu doradczego American Biographical Institute, zajmującego się promowaniem osiągnięć osób z różnych sfer działalności społecznej i gospodarczej.
Za działalność szkoleniową dla budownictwa został wyróżniony Dyplomem zasłużonych dla budownictwa (2009) oraz honorową statuetką Stowarzyszenia „Damy Radę” za działalność szkoleniową, społeczną i charytatywną na rzecz walki z wykluczeniem społecznym (2007).

## Ważne publikacje
- Informatyczna infrastruktura zarządzania, PWN, Warszawa 1993
- Zarządzanie, PWE, Wyd. II, Warszawa 2014
- Zarządzanie a Informatyka, Placet, Warszawa 2014
- Zarządzanie projektami, Wolters Kluwer, Wyd. II, Warszawa 2014
- Zarządzanie projektami badawczo-rozwojowymi, Wolters Kluwer, Warszawa 2013
- Virtual Technologies – Concepts, Methods, Tools and Applications, editor, III vol. Information Science Reference, Hershey – New York w 2008 r.[1][2][3][5]